# Rivne, Vasîlkivka
Rivne (în ucraineană Рівне) este un sat în așezarea urbană Ceaplîne din raionul Vasîlkivka, regiunea Dnipropetrovsk, Ucraina.

## Demografie
Componența lingvistică a localității Rivne
     Ucraineană (97,37%)
     Bulgară (1,32%)
     Rusă (1,32%)
Conform recensământului din 2001, majoritatea populației localității Rivne era vorbitoare de ucraineană (97,37%), existând în minoritate și vorbitori de rusă (1,32%) și bulgară (1,32%).